# Ken Ring
Ken Ring es un escritor neozelandés que afirma que puede usar los ciclos lunares para predecir el clima y los terremotos. Denomina sus predicciones como "tiempo alternativo" y es autor de libros sobre el tiempo y el clima. Ring publica almanaques cada año para Nueva Zelanda, Australia e Irlanda en los que proporciona predicciones meteorológicas para todo el año. Su almanaque de Nueva Zelanda cubre 64 ciudades. Se ha demostrado que los métodos de Ring no son científicos y muchos científicos en los campos de la meteorología y la geología los han catalogado como falsos y pseudociencia.
Ring dice que predijo el  Terremoto de Christchurch del 4 de septiembre de 2010 y el mortal  Terremoto de Christchurch del 22 de febrero de 2011. También dijo que probablemente habría un terremoto en Marlborough o en el norte de Canterbury "justo antes del mediodía" del 20 de marzo de 2011. Esto provocó que algunos residentes abandonaran Christchurch y provocó críticas por parte de científicos y escépticos. Investigaciones adicionales sobre sus predicciones mostraron que su historial de predicciones no se mantuvo bajo escrutinio.

## Mathman
Ken Ring ha sido profesor de matemáticas, músico, actor, payaso, logopeda, tutor privado de niños con dificultades de aprendizaje, profesor de inglés como segundo idioma y profesor de medio tiempo docente universitario. Ha utilizado la magia para enseñar matemáticas a los niños, actuando bajo el nombre de "Mathman", y ha escrito libros sobre matemáticas, magia, enseñanza y música. También coescribió un libro sobre la lectura de las patas de los gatos, que dice que fue una broma.
Ken también ha afirmado en el pasado que tiene "formación científica universitaria", aunque Ring nunca ha mostrado ninguna calificación para respaldar esa afirmación.

## Predecir el clima
Ring es conocido por intentar predecir el clima y los autores de libros sobre "cómo la luna afecta el clima", que incluyen un almanaque cada año para Nueva Zelanda (desde 1999), Australia (desde 2006) e Irlanda (desde 2010). Él cree que el ciclo del clima sigue un patrón lunar y puede usarse para predecir el clima con muchos años de anticipación. Se dice que el supuesto ciclo lunar que usa Ring ocurre cada 9 años, aunque en realidad no existe tal ciclo lunar, mientras que el ciclo solar se repite a intervalos de 11 años y al evaluar los dos, Ring cree que el clima se recicla a través de un ciclo de 355 días, un ciclo de 19 años y un ciclo de 36 años. Según su sitio web, no es una ciencia exacta; se ha demostrado que no sigue ninguna metodología científica. Cuando se le preguntó acerca de las inexactitudes probadas en sus predicciones, Ring afirmó que sus predicciones de lluvia pueden estar fuera de lugar en 24 horas y en un radio de50 a 60 millas (80,5 a 96,6 km).
Su almanaque de Nueva Zelanda cubre 64 ciudades. También escribe columnas para publicaciones sobre agricultura y pesca y es un reportero meteorológico de guardia para el programa Today Tonight de  Canal 7. Dice que ha proporcionado pronósticos para eventos específicos como la Copa de Melbourne, Ellerslie Flower Show y el Auckland Santa Parade. Ring habla en varios eventos comerciales y de medios y ha producido predicciones meteorológicas a largo plazo para el Ayuntamiento de Gisborne hasta 2020.
Él denomina sus predicciones "clima alternativo". y no están respaldados por ninguna ciencia actual. El autor del New Zealand Weather Book y empleado de MetService Erick Brenstrum, escribió una columna en el New Zealand Geographic analizando sus predicciones de 2005. Comparó dos sistemas climáticos (los vientos del noroeste que traen lluvia a la costa oeste y los mínimos que traen lluvia a la costa este) y ha declarado que de 40 ocurrencias solo 1 coincidió con las predicciones de Ring. Ken respondió acusando a Brenstrum de intimidación e insiste en que tiene pruebas de una tasa de éxito del 85 por ciento, a lo que el editor respondió con: "... una vez que publicas un libro, eres un blanco justo para el escrutinio público de su contenido y tu propia competencia . " El maestro de escuela jubilado y astrónomo aficionado Bill Keir cree que Ring hace un intento genuino de discurso científico, pero no comprende la ciencia o la cambia para que encaje con sus propias teorías. Keir publicó artículos en la revista Auckland Astronomical Society que examinan y critican las teorías de Ring.
Ring dice que un ex cliente y miembro de la gerencia de All Blacks se le acercó en 2007 para pronosticar los días en que el equipo estaba jugando, supuestamente para ayudar en la selección del equipo.  Ian Ferguson, un ex olímpico y ahora un  organizador de eventos dice que consulta con Ring antes de cualquier gran evento y nunca ha tenido que cancelar. Ring utiliza métodos similares (posición y fase de las lunas) para predecir cuándo morderán los peces, publicando sus predicciones en la revista NZ Fishing World. Ring niega el calentamiento global, afirmando que es una "toma de poder motivada por los políticos y la extrema izquierda" y "llena de mala ciencia". Durante el lanzamiento de su almanaque de 2008, dijo que "tenemos la responsabilidad de crear el calentamiento global", ya que "a la vida le gusta el calor".

## Predicción de terremotos
Ring  predice terremotos según la posición de la luna. En su sitio web dice que cuando la luna (en particular la luna nueva) está en perigeo (más cercano a la tierra) puede afectar el  manto de la Tierra y alterar el  campo magnético. También puede acercar el Cinturón de Van Allen, atrayendo  partículas cargadas radiactivamente hacia la Tierra. Ring cree que esta combinación puede ser responsable de terremotos y volcanes. Ring ha pronosticado 221 días de aumento del riesgo de terremotos para Nueva Zelanda en 2011 y más de la mitad del tiempo entre principios de enero y finales de marzo como riesgo de terremoto.
En su transmisión semanal de Radio Waatea del 3 de septiembre de 2010, dijo que "leerá sobre inundaciones, vientos, terremotos y nieve durante la próxima semana, en particular en la Isla Sur". Temprano a la mañana siguiente, un  terremoto de magnitud 7.1 golpeó Christchurch.
El 7 de septiembre de 2010 escribió en su sitio web que "probablemente habría un evento de falla este / oeste" en Marlborough o en el norte de Canterbury "justo antes del mediodía" el 20 de marzo de 2011. Al día siguiente, escribió en Twitter: "El terremoto de Christchurch era predecible. Y se avecina otro en 6 meses". Dirigió a los lectores a su sitio web para averiguar cuándo sería. Otros dos días después, en una entrevista de Radio Live, le dijo a Marcus Lush que "el próximo" sería "alrededor de la hora del almuerzo el 20 de marzo" y que "la Isla Sur va a estar justo en la línea de fuego ".

La mañana del 20 de marzo de 2011 vuelve a ver a la isla Sur en un gran riesgo de terremoto por las mismas razones. Esta fecha es el giro más cercano que hace la luna en todo 2011. El nodo llega el día 20 a las 9.44 am. Como esa fecha coincide con el equinoccio lunar, esta vez probablemente será un evento de falla este / oeste y, por lo tanto, debería estar más confinado a una banda de latitud más estrecha. Las únicas líneas de falla este / oeste en Nueva Zelanda están en Marlborough y N Canterbury. Todos los factores deben unirse para una toma de la luna directamente desde el centro de la tierra y apuntando a Nueva Zelanda. El tiempo será justo antes del mediodía. Podría ser otro para los libros de historia.
Ken RingPredict Weather, 7 September 2010

El 14 de febrero de 2011 Ring  tuiteó "Tiempo potencial de terremoto para el planeta entre el 15 y el 25, especialmente el 18 para Christchurch, +/- aproximadamente 3 días". Una mortal  Réplica de magnitud 6,3 golpeó a Christchurch el 22 de febrero.
Después de los terremotos, Ring recibió mucha atención de los medios. John Campbell entrevistó a Ring en "Campbell Live" el 28 de febrero y fue criticado por ser arrogante y no darle a Ring una oportunidad justa para hablar. Campbell luego se disculpó, pero su entrevista puede haber generado involuntariamente simpatía por Ring.ing. Antes del 20 de marzo de 2011, el ministro del gabinete  Nick Smith, que tiene un doctorado en ingeniería geotécnica, dijo que las predicciones de Ring eran "imprudentes e irresponsables" y sugirió que Ring debería ser "tuvo en cuenta sus predicciones de un nuevo terremoto en Christchurch". Smith agregó que "lo último que necesitan miles de personas traumatizadas en Canterbury, incluidos ancianos y niños, es ciencia basura y predicciones inventadas de futuros terremotos importantes". Smith describió Ring como "alarmante" y asistió a un almuerzo el 20 de marzo en el Sign of the Kiwi, cerca del epicentro del terremoto del 22 de febrero, organizado por la organización New Zealand Skeptics. Después de la muerte y destrucción generalizadas causadas por los terremotos anteriores Los consejeros dicen que su predicción para el 20 de marzo aterrorizó "incluso a las personas más racionales". El 18 de marzo se había convertido en un día festivo especial para Christchurch, y algunos residentes abandonaron la ciudad para el fin de semana de tres días del 18 al 20 de marzo, citando una mezcla de duda e inquietud sobre la predicción, además de querer tener un descanso de las réplicas y aprovechar el fin de semana largo. y según sus partidarios validó la predicción de Ring. Los científicos sostienen que no hay ningún vínculo con las predicciones de Ring, y con un terremoto de 5 o más que ocurre una vez cada 11 días desde el 4 de septiembre, estaba dentro del rango esperado en el patrón de réplicas en curso.
David Winter, un estudiante de doctorado en genética evolutiva, analizó las predicciones de Ring y señaló que la luna solo explica una variación del 2% en la actividad sísmica. y escribió que un Sesgo cognitivo es la razón para que tanta gente crea en sus predicciones. El canal de noticias  TV3 de Nueva Zelanda dice que no han podido "encontrar un solo científico, geólogo o sismólogo que crea en las teorías de Ken Ring". Alison Campbell, profesora de educación científica en la Universidad de Waikato, criticó las predicciones de Ring por "imprecisiones", "inconsistencias" y "redacción vaga", y describió a Ring como "cubriendo sus apuestas".

Sin embargo, el problema es que las "predicciones" redactadas de manera tan vaga, con su falta de precisión, son tan abiertas que se prestan al sesgo de confirmación. - Alison Campbell, marzo de 2011

Un ejemplo de sesgo de confirmación es una predicción de Ring de 2011, que se informó en un artículo para el periódico local de Wellington, Upper Hutt Leader. El 14 de noviembre de 2016, Kaikoura y la ciudad de Wellington experimentaron un terremoto M7.8. Ring fue citado en 2011 diciendo: "Espero que la actividad sísmica superior a 7 en el Richter ocurra cada 11 a 13 años, como lo hicieron en Wellington en febrero de 1893, agosto de 1904, agosto de 1917, julio de 1929, agosto de 1942, mayo de 1968 y mayo de 1992. Como el último de la serie de valores superiores a 7 fue en 1992, podemos esperar razonablemente una magnitud de 7 entre 2013 y 2016 ". permitiendo una ventana completa de cuatro años para que ocurra un terremoto, haciendo que la "predicción" sea inútil.